# 平顶山市实验高级中学
平顶山市实验高级中学，位於中華人民共和國河南省平顶山市区建设路西段。原名平顶山矿务局第一高级中学，1958年7月始建。该校是原国家煤炭部认定的办学条件达标学校，列於河南省首批办好的24所重点高中、平顶山市首批6所示范性高中。

## 學校沿革
1958年7月，平顶山矿务局第一高级中学成立。1996年12月，更名为平顶山煤业集团公司第一高级中学。2005年8月，由平煤集团移交平顶山市政府管理。2005年10月，改名为平顶山市实验高级中学。平顶山市确定的首批6所示范性高中之一。2005年12月，河南省教育厅授予該校“河南省示范性普通高中”称号。